# Ribeirão Figueiredo
O ribeirão Figueiredo é um curso de água do estado de Minas Gerais, Região Sudeste do Brasil. Nasce em São Domingos do Prata e deságua na margem direita do rio Piracicaba no município de Antônio Dias. Sua bacia possui embasamento rochoso metavulcanossedimentar originado no período proterozoico.